# Мала Сестрица (Ривањ)
44° 10′ 18″ N 15° 00′ 37″ E / 44.17167° С; 15.01028° И
Мала Сестрица је ненасељено острвце у хрватском дијелу Јадранског мора. Налази се у Задарском каналу око 1,2 km сјеверозападно од Ривања. Њена површина износи 0,034 km². док дужина обалске линије износи 0,78 km. На острву се налази свјетионик. Административно припада Задарској жупанији.